# 于希信
于希信（1950年4月—），男，山东招远人，中华人民共和国政治人物，曾任中共莱芜市委副书记，莱芜市人民政府市长，第九届全国人大代表。